# Gramma
Gramma ist eine Gattung kleiner Meeresfische, die im tropischen, westlichen Atlantik (Karibik, Bahamas, Bermuda, Küste des nördlichen Südamerikas und Brasiliens bis Cabo Frio u. Fernando de Noronha) vorkommt.

## Merkmale
Gramma-Arten werden 4,5 bis maximal 8 Zentimeter lang, haben einen gestreckten, seitlich leicht abgeflachten Körper und sind im Allgemeinen relativ auffällig gefärbt, wobei außer beim blaugrauen Halfter-Feenbarsch gelbe und violette Töne überwiegen. Die Schnauze ist kurz und abgerundet, das Maul vorstülpbar (protaktil). Die Maxillare reicht bis unter den Hinterrand der Augen oder noch etwas weiter. Die vorderen Nasenöffnungen sind röhrenartig ausgebildet und liegen unmittelbar über der Oberlippe; die hinteren Nasenöffnungen sind elliptisch und liegen mit deutlichem Abstand zu den vorderen kurz vor den Augen. Das Präoperkulum hat drei Stacheln, von denen der untere aber oft nur knopfartig ausgebildet ist. Der freie Rand des Präoperkulums ist gesägt. Pseudobranchien sind gut entwickelt. Die Kiemenrechen sind lang und dünn. Kiefer und Gaumen sind bezahnt. Die Prämaxillare trägt ein schmales Band bürstenartiger Zähne und an ihren seitlichen Rändern einige caniforme Fangzähne, von denen die hinteren größer sind. Auch der Unterkiefer ist vorne mit einem schmalen Band bürstenartiger Zähne und an den Seiten mit caniformen Fangzähnen besetzt. Die vorderen sind größer und nach hinten gebogen. Die Seitenlinie ist unterbrochen und besteht aus einem vorderen, parallel zur Rückenflossenbasis verlaufenden Abschnitt und einem eine oder mehrere Schuppenreihen darunter liegenden Abschnitt, der entlang der hinteren Körpermitte verläuft. Die Seitenlinie endet an der Schwanzflossenbasis oder bis zu drei Schuppen dahinter. Abgesehen von den Schuppen am Kopf und oberhalb der vorderen Seitenlinie sind alle Schuppen Kammschuppen. Am Bauch sind die Kammschuppen weniger deutlich ausgeprägt. Der Schwanzflossenansatz ist beschuppt. Diese Schuppen sind kleiner als die Rumpfschuppen. Die Kopfoberseite und die Kiefer sind unbeschuppt, Wangen und Kiemendeckel sind mit Rundschuppen bedeckt. Die Brustflossen sind abgerundet und reichen nicht oder gerade bis zum Afterflossenansatz. Die Bauchflossen können kurz oder lang und filamentartig ausgezogen sein. Rücken- und Afterflosse können hinten abgerundet oder zugespitzt sein. Die Schwanzflosse kann leicht eingebuchtet oder deutlich gegabelt sein. Alle segmentierten Flossenstrahlen sind verzweigt.

## Lebensweise
Gramma-Arten leben sehr versteckt in Korallen- und Felsriffen. Sie leben einzeln oder in kleinen Gruppen in Kleinstrevieren in der Nähe eines Unterstandes (Höhle, Felsspalte), von dem sie sich meist nicht besonders weit entfernen und in den sie bei Gefahr sofort flüchten. Sie schwimmen substratorientiert, d. h. nah unter einem Überstand schwimmen sie mit dem Bauch nach oben. Sie ernähren sich von Zooplankton und säubern auch größere Fische von Parasiten (Putzsymbiose). Aus Aquarienbeobachtungen weiß man, dass die Männchen versteckte Nestmulden aus Algen bauen, in die die Weibchen die Eier legen. Die Eier besitzen Haftfäden, mit denen sie aneinander haften.

## Systematik

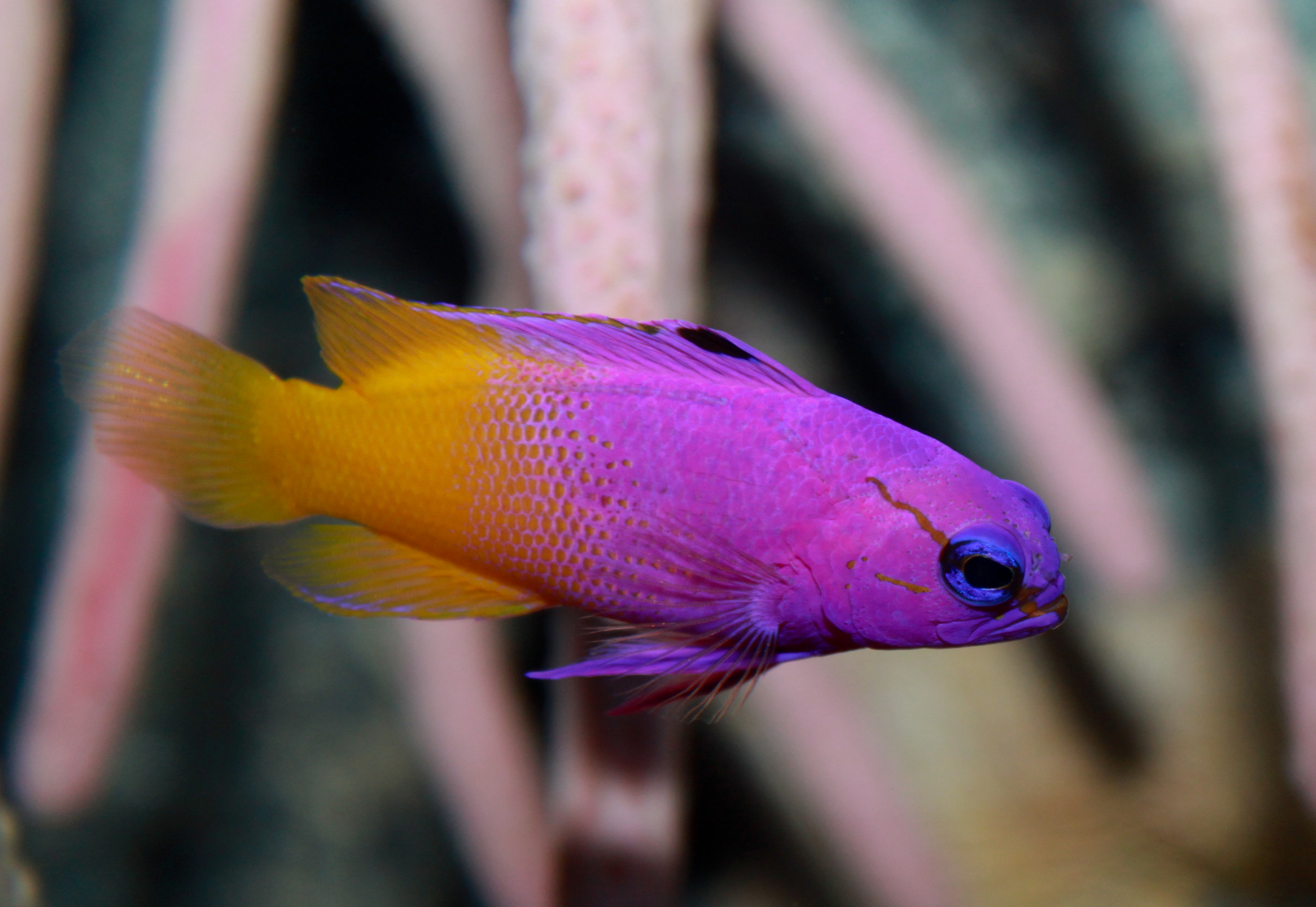
Königs-Feenbarsch (G. loreto)

Die Gattung Gramma wurde 1868 mit der Erstbeschreibung von Gramma loreto durch den kubanischen Naturforscher Felipe Poey aufgestellt, blieb 95 Jahre lang monotypisch und wurde lange Zeit den Sägebarschen (Serranidae) zugeordnet. 1896 wurde die Gattung durch die US-amerikanischen Ichthyologen David Starr Jordan und Barton Warren Evermann in die neu eingeführte Familie Grammatidae gestellt. Im Jahr 1963 beschrieben die Ichthyologen James E. Böhlke und John E. Randall mit Gramma melacara eine zweite Art und veröffentlichen dabei eine noch heute gültige Neubeschreibung der Gattung.

## Arten

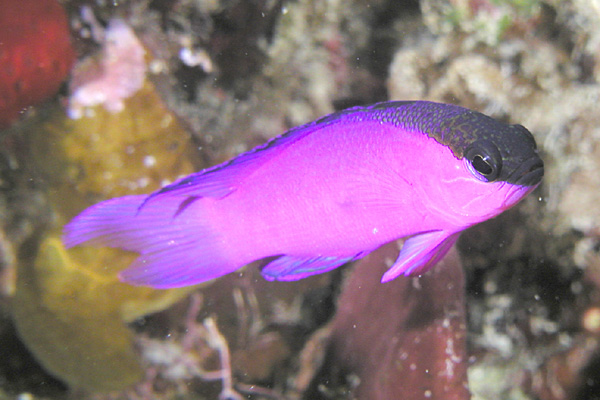
Schwarzkappen-Feenbarsch (Gramma melacara)

Gegenwärtig gehören fünf Arten zur Gattung Gramma.
- Brasilianischer Feenbarsch (Gramma brasiliensis Sazima, Gasparini & Moura, 1998)
- Dejongs Feenbarsch (Gramma dejongi Victor & Randall, 2010)
- Halfter-Feenbarsch (Gramma linki Starck & Colin, 1978)
- Königs-Feenbarsch (Gramma loreto Poey, 1868)
- Schwarzkappen-Feenbarsch (Gramma melacara Böhlke & Randall, 1963)

## Belege
1. 1 2  James E. Böhlke und John E. Randall: The Fishes of the Western Atlantic Serranoid Genus Gramma. Proceedings of the Academy of Natural Sciences of Philadelphia, Vol. 115 (1963), S. 33–52. Jstor.org
2. ↑  Gramma auf Fishbase.org (englisch)